# Josep Gallés i Salabert
Josep Gallés i Salabert (Castellterçol, 20 d'agost del 1758 – Vic, 24 de desembre del 1836) va ser organista, clavicembalista i compositor.

## Biografia
Nascut a Castellterçol, versemblantment va fer les primeres passes musicals de la mà de l'organista de la parròquia, Pere Màrtir Alberch. Estudià música, orgue i composició a Barcelona entre els anys 1774 i 1777, amb els mestres Ramon Sunyer i Joan Vila (respectivament, mestre de capella i organista de Santa Maria del Pi) i Anton Mestre (organista de la capella del Palau Menor); compaginà aquesta etapa d'aprenentatge amb tasques d'organista a l'església de la Mercè i al monestir de les Magdalenes. A finals del 1777 guanyà la plaça d'organista de la catedral de Vic, i romangué en el càrrec fins a la mort. Va fer de mestre de capella interí entre 1808 i 1815, fins que Francesc Bonamich obtingué la plaça en propietat, i posteriorment en absències del titular. En els darreres anys de la seva vida, Gallés ensenyà el seu successor, Bernat Calvó Puig i Capdevila (1819-1880), que a Barcelona seria posteriorment organista del Pi i de Santa Maria del Mar, mestre de capella de la Mercè i compositor prolífic. Rebé les ordes del diaconat, però mai no fou ordenat sacerdot.
La seva obra com a compositor es perdé en gran manera quan es destruí l'arxiu de la catedral de Vic en la guerra civil espanyola. Se'n salvaren vint-i-tres sonates per a clavecí o pianoforte, a la Biblioteca de Catalunya, que han estat publicades amb transcripció de Bengt Johnsson i revisió de dom Gregori Estrada (Barcelona: Societat Catalana de Musicologia IEC, 1995); una edició del 1928 feta de Joaquim Nin ha estat desautoritzada modernament per les excessives llibertats que es permeté el transcriptor. També ens han arribat 141 "Versos para órgano" d'en Gallés que es conserven a l'arxiu de l'església de Santa Maria del Pi de Barcelona, i algunes altres peces més a l'Abadia de Montserrat.
Josep Gallés i Malats (1863-1920), besnet del seu germà, va ser pintor i col·leccionista, i té un carrer dedicat a Castellterçol.